# شهرستان پی
شهرستان پی (به لاتین: Pei County) یک منطقهٔ مسکونی در چین است که در شوژو واقع شده‌است. شهرستان پی ۱٬۵۷۶ کیلومتر مربع مساحت و ۱٬۱۴۱٬۹۳۵ نفر جمعیت دارد.